# Monte Artemisio
El monte Artemisio  es un monte de Italia, en el área de los montes Albanos, en el territorio municipal de Velletri, en Castelli Romani, en la ciudad metropolitana de Roma Capital. Forma parte del segundo anillo de montañas constituido en la franja de terreno del volcán laziale; con la primera área, la más alta, que se interna casi enteramente en el territorio boscoso del municipio de Rocca di Papa. Su altura, un poco por encima de la de la ciudad de Tusculum, es de cerca de 812 metros.
Es un Sito di Interesse Comunitario (Sitio de Interés Comunitario - S.I.C.) en cuyos bosques viven muchas especies protegidas. En algunas zonas está presente la flora originaria, constituida en su mayor parte por encinas y esporádicamente por hayas. 
Como el monte Cavo y la cima del Maschio delle Faete, el Artemisio forma parte del Parque Regional de los Castelli Romani.
Históricamente se le conoce con el nombre de monte Álgido, en cuyas inmediaciones tuvo lugar la batalla del Monte Álgido en 458 a. C. (o 457 a. C.) entre la República romana y los ecuos.